# توپسا
توپسا (به لاتین: Topsa) یک منطقهٔ مسکونی در روسیه است که در استان آرخانگلسک واقع شده‌است.